# Brande-Hörnerkirchen
Brande-Hörnerkirchen (niederdeutsch: Brann-Höörnerkarken) ist eine Gemeinde im Kreis Pinneberg in Schleswig-Holstein. Brande, Hörnerkirchen und Bokelseß liegen im Gemeindegebiet.

## Geografie und Verkehr
Die Gemeinde liegt etwa acht Kilometer nördlich von Barmstedt. Die nächstgelegene Bahnstation befindet sich etwa einen Kilometer entfernt im Westerhorner Ortsteil Dauenhof an der Eisenbahnstrecke Hamburg-Altona – Neumünster – Kiel/Flensburg und gehört zum Hamburger Verkehrsverbund. Bis zur Bundesautobahn 23 sind es etwa vier oder acht Kilometer (Auffahrten Hohenfelde oder Horst/Elmshorn).

## Eingemeindungen
Am 1. Januar 1976 wurde die damalige Gemeinde Bokelseß eingegliedert.

## Politik

### Gemeindevertretung
Bei der Kommunalwahl am 14. Mai 2023 wurden insgesamt 13 Sitze vergeben. Von diesen erhielten die CDU und die Wählergemeinschaft Brande-Hörnerkirchen je fünf Sitze und die SPD erhielt drei Sitze.

### Wappen
Blasonierung: „In Rot die silberne Hörnerkirchener Kirche, begleitet in den Oberecken von zwei abgewendeten goldenen Jagdhörnern mit dem Mundstück nach oben.“

## Kultur- und Sehenswürdigkeiten

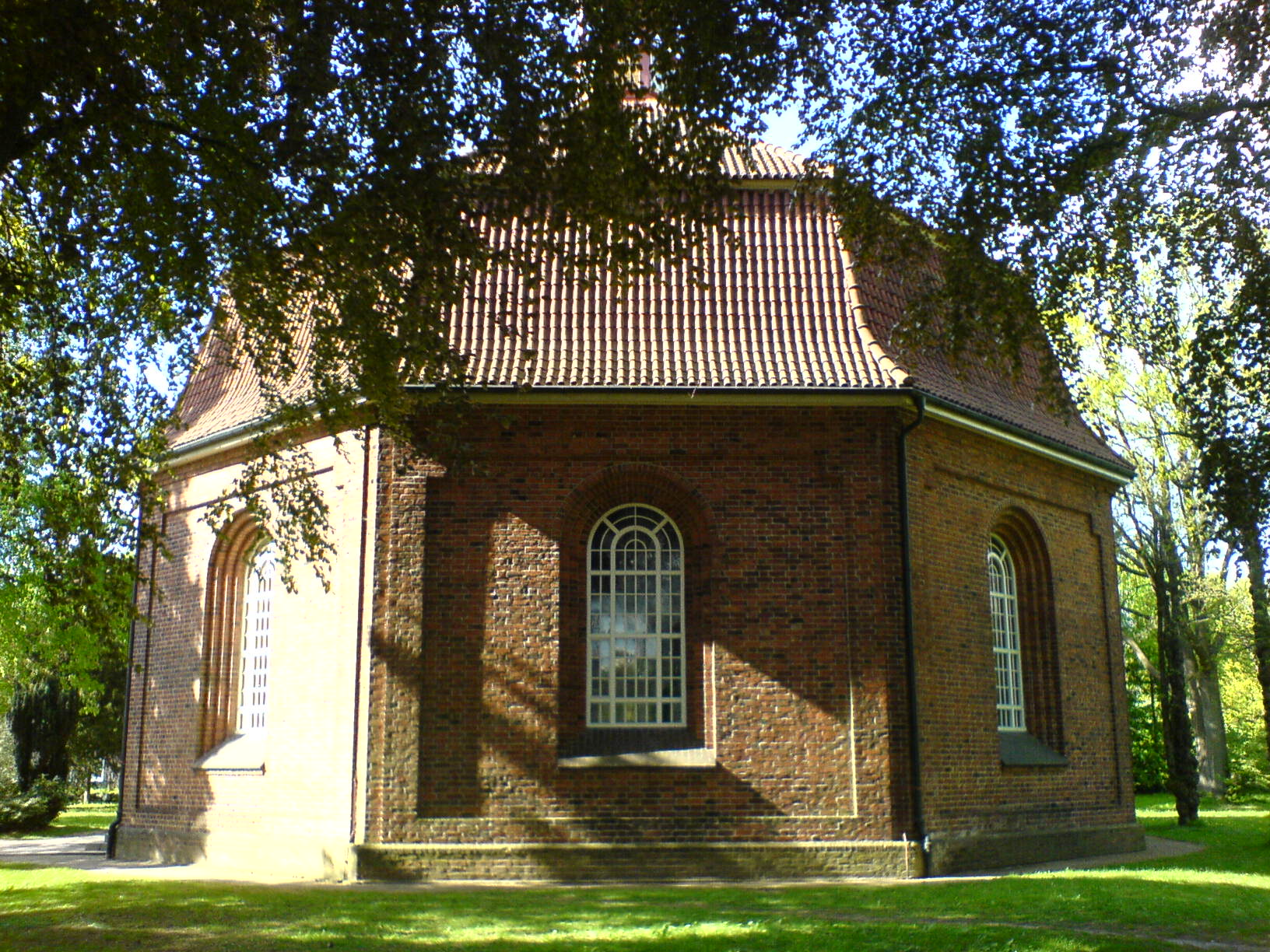
Die Kirche von Brande-Hörnerkirchen

Den Mittelpunkt des Ortes bildet die beeindruckende oktogonale Kirche von 1752. Baumeister des barocken Zentralbaus war der Architekt Cay Dose, welcher auch die ebenfalls achteckige Kirche in Rellingen sowie die Trinitatis-Kirche in Altona errichtete. Nach einem schweren Brand 1934 wurde die Kirche vereinfacht wieder aufgebaut. Das von einem achteckigen Mansarddach mit einer Laterne bekrönte Gotteshaus besitzt einen separaten, hölzernen Glockenstuhl von 1781. Der kleine Kirchgarten besteht aus einem ehemaligen Friedhof, auf dem sich noch einige alte Grabmäler finden. Die Kirche ist lediglich im Rahmen der Gottesdienste zu besichtigen.

## Veranstaltungen
Seit 2006 findet alljährlich das Mittelaltermusik- und Folk-Metal-Festival „Hörnerfest“ in der Nähe dieser Gemeinde statt. Außerdem wird seit 1998 alljährlich das Metal-Festival „Headbangers Open Air“ veranstaltet.

## Sport
- Sportverein Hörnerkirchen
- Kegelsportverein Dauenhof

## Persönlichkeiten
- Georg Samuel Francke (* 1763 in Hörnerkirchen; † 1840 in Kiel), evangelischer Theologe und Hochschullehrer